# Banan (Chongqing)

Lage von Banan in Chongqing

Banan (chinesisch 巴南区, Pinyin Bānán Qū) ist ein chinesischer Stadtbezirk der regierungsunmittelbaren Stadt Chongqing und hat eine Fläche von 1.830,30 km². Bei Volkszählungen wurden in Banan 886.447 Einwohner im Jahr 2000, und 918.692 im Jahr 2010 gezählt.